# Мария С. Мериан (судно)
Мария С. Мериан — немецкое научно-исследовательское судно, построенное в 2006 году. Названо в честь натуралистки, художницы и гравёра Марии Сибиллы Мериан. «Мария С. Мериан» относится к типу многоцелевых научно-исследовательских судов и способно преодолевать ледяной покров толщиной до 50 см.

## История
Судно «Мария С. Мериан» было заложено в июне 2003 года на польском судостроительном предприятии Maritim sp. z o.o. в Гданьске, компания ранее была частью Kröger-Werft (часть Lürssen Werft). Строительство было завершено в немецком городе Шахт-Аудорф в июле 2005 года. После проведения успешных швартовых и ходовых испытаний в Бискайском заливе в феврале 2006 года судно «Мария С. Мериан» было передано «Институту исследований Балтийского моря», но выполняет задания и других научно-исследовательских институтов по всему миру. Стоимость строительства корабля составила 56,4 миллиона евро, двенадцать процентов из которых внесло немецкое правительство. Портом приписки судна стал город Росток.

## Назначение
Функциями уникального корабля является проведение арктических исследований, изучение морских и океанских течений, а также исследование мирового океана на глубинах до 10000 м.
Научно-исследовательское судно «Мария С. Мериан» оснащено двумя азимутальными движительными установками, а также движителями типа pump-jet, расположенным по обоим бортам. Спутниковая система навигации сопряженная с движителями позволяет судну в автоматическом режиме удерживать заданный курс с точностью до 50 см.
С точки зрения размеров судно «Мария С. Мериан» относится к средним научно-исследовательским судам и на сегодняшний день немецкий флот обладает четырьмя кораблями подобного типа.

## Особенности
Судно «Maria S. Merian» можно отнести к «Зеленому флоту», так как его энергетическая установка обеспечивает минимальный выброс загрязняющих веществ.
Все сточные воды судна поступают в резервуары, где проходят биомеханическую обработку. Благодаря усовершенствованной работе дизельных двигателей, а также ряду других новшеств позволили судну «Мария С. Мериан» проводить свои научные миссии в экологически чистых водах мирового океана не нанося вреда окружающей среде.
На борту с комфортом, как для работы, так и для досуга могут разместиться 22 научных сотрудника. В их распоряжении целая палуба с лабораториями, ангарами, эхолотом, компьютерным центром, конференц-залом и два катера, а также сауна и отдельные каюты.
Прямо на верхней палубе научно-исследовательского судна могут находиться около 150 тонн дополнительного научного оборудования размещенного в контейнерах, обеспечивающие многофункциональность выполнения задач.